# Беноа Пол Емил Клапейрон
Беноа Пол Емил Клапейрон (на френски: Benoît Paul Émile Clapeyron) е френски физик и инженер, един от основоположниците на термодинамиката.

## Биография
Клапейрон е роден през 1799 година в Париж и получава образованието си в Политехниката и в Минното училище. През 1820 година заминава за Санкт Петербург, където започва да преподава инженерни дисциплини. Завръща се във Франция през 1830 година и участва в строителството на първата френска железопътна линия, свързваща Париж и Версай.
Първият принос на Клайперон към термодинамиката е от 1834 година, когато той публикува „Двигателната сила на топлината“ („Puissance motrice de la chaleur“), доразвивайки работата на починалия две години по-рано Сади Карно. Той представя формулираната в текстов вид теория на Карно в по-достъпна аналитична и графична форма.
През 1843 година Клапейрон формулира в явен вид „принципа на Карно“, известен днес като втори закон на термодинамиката. Той доразвива значително и работите на Рудолф Клаузиус, извеждайки формулата, станала известна като уравнение на Клаузиус-Клапейрон и описваща фазовия преход от едно агрегатно състояние към друго.